# Josia

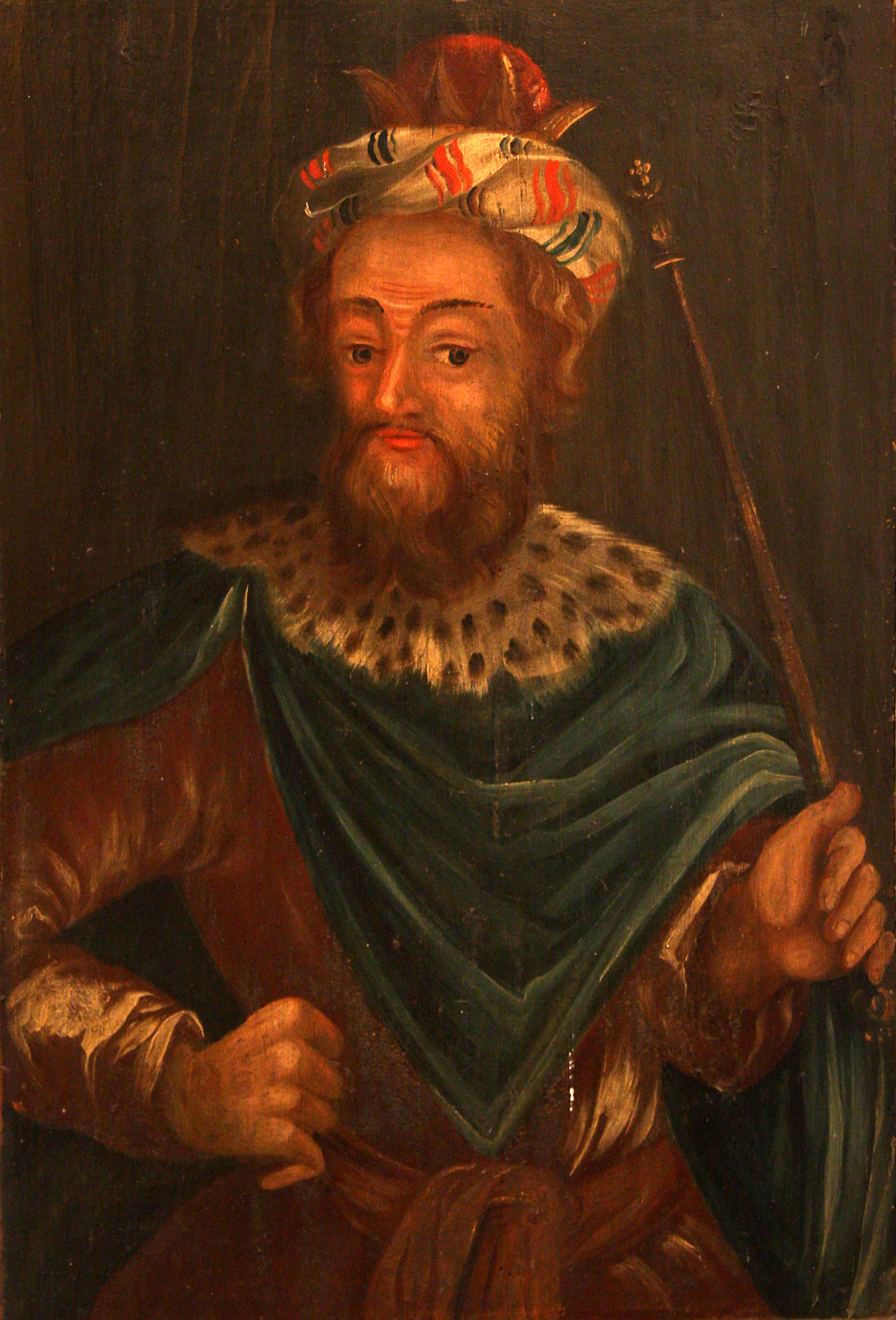
Kung Josia porträtterad i Sankta Maria kyrka, Åhus

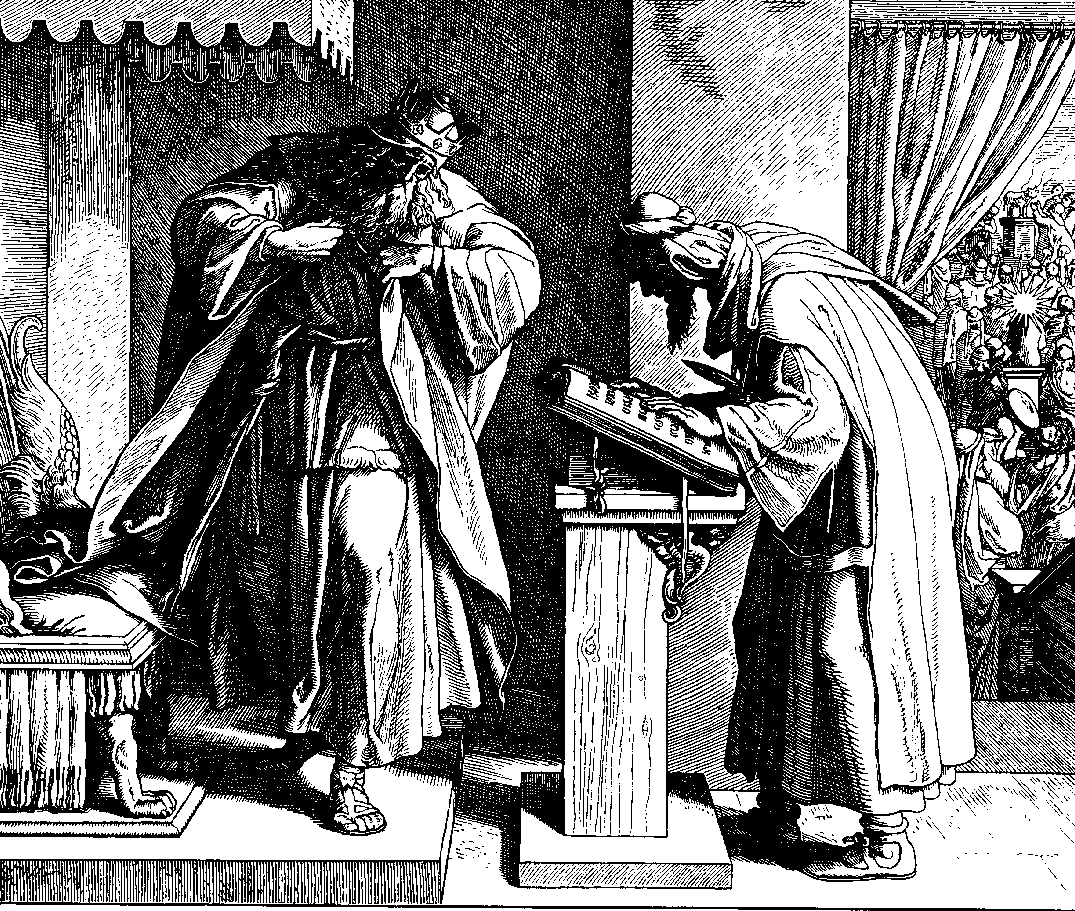
Josiah lyssnar läsning av lagen.

Josia var kung i Juda rike 640 f.Kr.–609 f.Kr.

## Josia i Gamla testamentet
Josia förlorade tidigt sin far genom att denne blev mördad, och han blev kung vid åtta års ålder. Hans mor var Jedida, Adajas dotter, från Boskat.
Josia räknas enligt Gamla Testamentet som en av de mest gudfruktiga kungarna i Juda. Lagen återfanns under Josias regering och dess innehåll fick honom att göra en andlig förnyelse. Josia stupade vid Megiddo när han gick i strid mot farao Necho II som ville passera genom landet för att strida mot Assyrien.
När Josia dog bröt hans söner med hans omvändelse.